# Isao Ivabuči
Isao Ivabuči (japonsko 岩淵 功), japonski nogometaš, 17. november 1933, Točigi, Japonska, † 16. april 2003.
Za japonsko reprezentanco je odigral 8 uradnih tekem.